# 全国高等学校軟式野球選手権大会 (鳥取県勢)
全国高等学校軟式野球選手権大会における鳥取県勢の成績について記す。

## 試合結果
- いずれも東中国（鳥取県・島根県・岡山県）代表である。
- 出場経験校は倉吉東、米子工、日野、倉吉農、鳥取工、境、鳥取西の6校である。
- 日野、米子工のベスト4が最高成績である。日野（当時根雨）は第21回大会出場を契機に硬式野球部発足の声が強くなり、硬式の部へ加盟した。
- 第26回大会に米子工が出場してからは30年のブランクになったが、第56回大会に境が県勢としては久々の出場を果たした。

| 年度                 | 代表校                  | 全国大会成績                                                                                       |
| -------------------- | ----------------------- | -------------------------------------------------------------------------------------------------- |
| 1957年（第2回大会）  | 倉吉東（初出場）        | 1回戦 6－0 七尾城北（石川県） 準々決勝 0－1 北海（北海道）                                         |
| 1959年（第4回大会）  | 米子工（初出場）        | 1回戦 5－2 神奈川商工（神奈川県） 準々決勝 0－2 新宮（和歌山県）                                   |
| 1962年（第7回大会）  | 根雨（初出場）          | 1回戦 3－4 本荘（秋田県）                                                                          |
| 1964年（第9回大会）  | 根雨（2年ぶり2回目）    | 2回戦 4－2 東北学院（宮城県） 準々決勝 1－0 都三商（東京都） 延長11回 準決勝 0－5 静岡商（静岡県） |
| 1966年（第11回大会） | 根雨（2年ぶり3回目）    | 1回戦 3－4 北海（北海道） 延長11回                                                                 |
| 1969年（第14回大会） | 倉吉農（初出場）        | 1回戦 1－5 平安（京都府）                                                                          |
| 1973年（第18回大会） | 鳥取工（初出場）        | 1回戦 5－3 双葉農（福島県） 2回戦 1－2 松山商（愛媛県）                                            |
| 1976年（第21回大会） | 根雨（10年ぶり4回目）   | 1回戦 8－0 新田（愛媛県） 7回コールド 準々決勝 3－8 西和賀（岩手県）                               |
| 1981年（第26回大会） | 米子工（22年ぶり2回目） | 2回戦 2－1 桐生（群馬県） 準々決勝 1－0 羽茂（新潟県） 準決勝 1－3 松山商（愛媛県）                |
| 2011年（第56回大会） | 境（初出場）            | 1回戦 0－2 作新学院（栃木県）                                                                      |
| 2012年（第57回大会） | 鳥取西（初出場）        | 1回戦 3－6 登別明日（北海道）                                                                      |